# Sete Irmãs (Moscou)

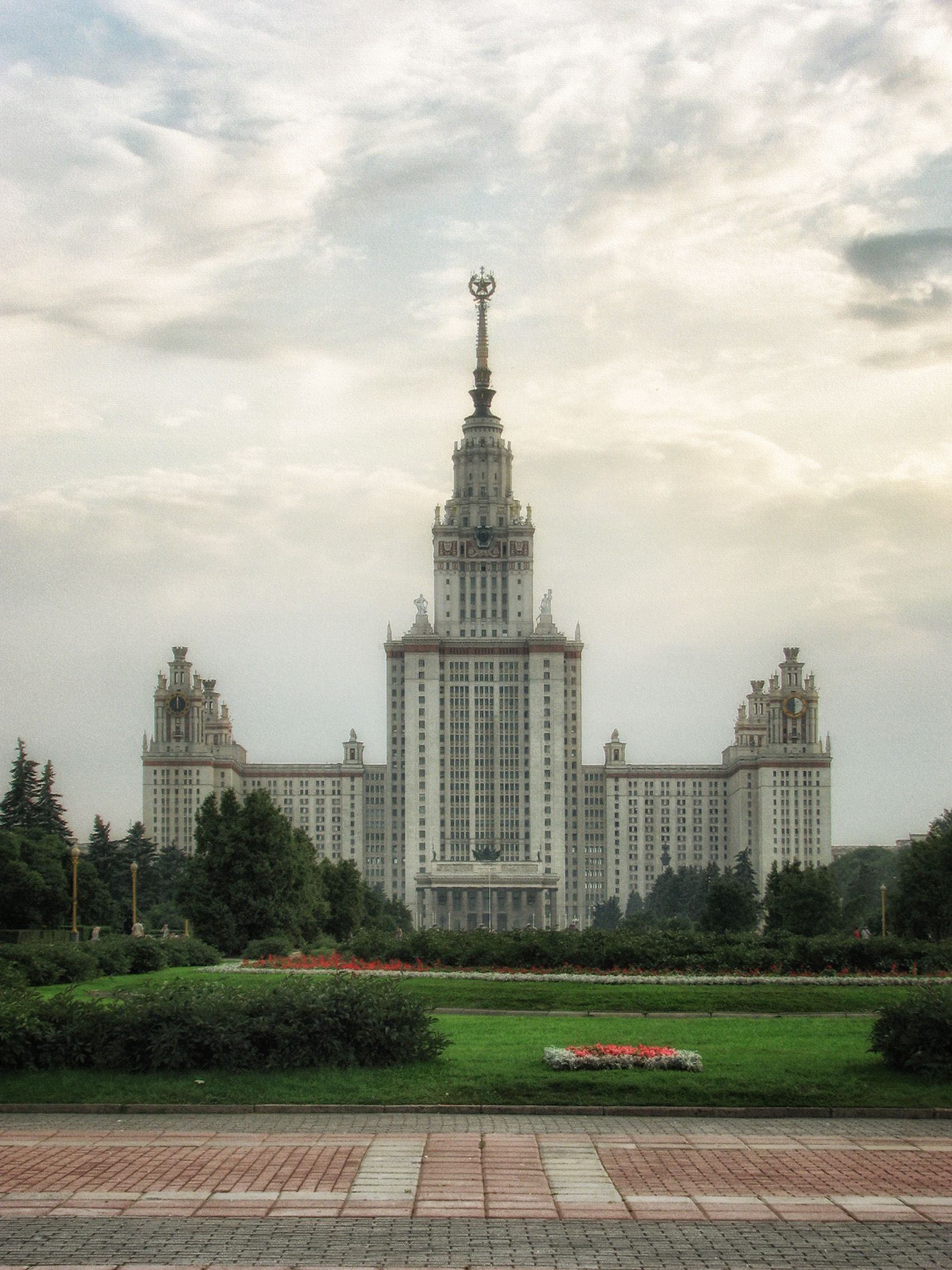
O prédio principal da Universidade Estadual de Moscou, uma das Sete Irmãs

As Sete Irmãs (em russo:  Сталинские высотки Stalinskie Vysotki, lit. "Arranha-céus de Stalin") são um grupo de sete arranha-céus em Moscou projetados no estilo stalinista. Eles foram construídos de 1947 a 1953, em uma elaborada combinação de estilos barrocos e góticos russos. Na época da construção, eram os prédios mais altos da Europa, e o prédio principal da Universidade Estatal de Moscou permaneceu como o prédio mais alto da Europa até 1997. 
As sete são: Hotel Ukraina, Kotelnicheskaya Embankment Apartments, o edifício Kudrinskaya Square, o Hilton Moscow Leningradskaya Hotel, o prédio principal do Ministério das Relações Exteriores, o prédio principal da Universidade Estadual de Moscou e o Edifício Administrativo Red Gates. Havia mais dois arranha-céus no mesmo estilo que nunca foram construídos: o Edifício Administrativo de Zaryadye e o Palácio dos Sovietes .

## História

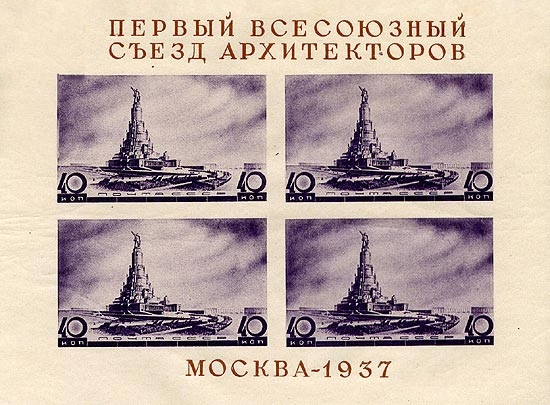
Folha em miniatura do Primeiro Congresso dos Arquitetos Soviéticos mostrando o Palácio dos Sovietes, 1937.

A construção do primeiro projeto soviético de arranha-céus, Palácio dos Sovietes, foi interrompida pela invasão alemã de 1941, quando a estrutura de aço foi desmantelada para fortalecer o anel de defesa de Moscou, e o local foi abandonado. Entre 1947 e 1956, Boris Iofan apresentou seis novos rascunhos para este terreno, e também para Vorobyovy Gory (Colina dos Pardais) em menor escala - todos foram rejeitados. Em 1946, Stalin pessoalmente mudou para outra ideia - a construção de vysotki, uma cadeia de arranha-céus de tamanho razoável, não manchada pelas memórias do Comintern. Como Nikita Khrushchev recordou as palavras de Stalin: "vencemos a guerra ... os estrangeiros virão a Moscou, andarão e não haverá arranha-céus. Se eles compararem Moscou a cidades capitalistas, é um golpe moral para nós". Os locais foram selecionados entre janeiro de 1947 (o decreto oficial de vysotki) e 12 de setembro de 1947 (cerimônia de abertura formal).
Nada se sabe sobre a seleção de locais de construção ou avaliação de projeto; esse processo (1947-1948) foi mantido em segredo, um sinal do controle pessoal de Stálin. Profissionais antigos como Shchusev, Zholtovsky etc., não estavam envolvidos. Em vez disso, o trabalho foi dado à próxima geração de arquitetos maduros. Em 1947, o mais velho deles, Vladimir Gelfreikh, tinha 62 anos. O mais novo, Mikhail Posokhin, tinha 37 anos. As comissões individuais foram classificadas de acordo com o status de cada arquiteto e claramente segmentadas em dois grupos - quatro de primeira e quatro de segunda classe. O primeiro edifiício, uma torre em Vorobyovy Gory que se tornaria a Universidade Estadual de Moscou, foi entregue a Lev Rudnev, um novo líder de sua profissão. Rudnev recebeu sua comissão somente em setembro de 1948 e empregou centenas de arquitetos profissionais. Ele lançou seu rascunho no início de 1949. Dmitry Chechulin recebeu duas comissões.
Em abril de 1949, o vencedor do Prêmio Stalin de 1948 foi anunciado. Todas as oito equipes de projetos receberam prêmios de primeira e segunda classe, de acordo com o status do projeto, independentemente do valor arquitetônico. Nesse estágio, esses eram esboços conceituais; muitas vezes uma seria cancelada e outras seriam alteradas.
Todos os edifícios empregaram estruturas de aço com tetos de concreto e enchimento de alvenaria, com base em fundações de placas de concreto (no caso do prédio da Universidade - de 7 metros de espessura). Os revestimentos cerâmicos externos, painéis de até 15 metros quadrados, foram fixados com âncoras de aço inoxidável. A altura desses edifícios não foi limitada pela vontade política, mas pela falta de tecnologia e experiência - as estruturas eram muito mais pesadas que os arranha-céus americanos.
O efeito deste projeto nas necessidades urbanas reais pode ser visto a partir desses números:
- Em 1947, 1948 e 1949, respectivamente, Moscou construiu um total de 100.000, 270.000 e 405.000 metros quadrados de habitações.
- O projeto de arranha-céus excedeu os 500.000 metros quadrados (a um custo mais alto por metro) [2]

Em outras palavras, os recursos desviados para este projeto diminuíram efetivamente as taxas de construção de moradias. Por outro lado, as novas indústrias de construção, construídas para este projeto (como a Kuchino Ceramics), foram fundamentais para o programa residencial de Khrushchev apenas alguns anos depois.

## Edifícios de Moscou

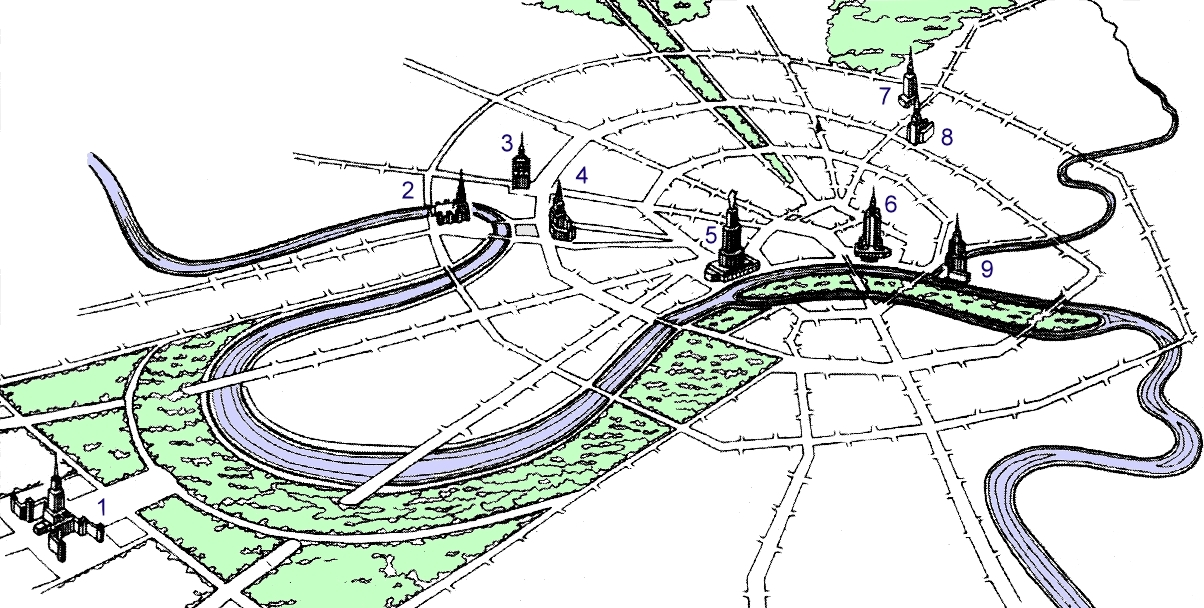
Plano de arranha-céus de Moscou
1 - Universidade Estadual de Moscou
2 - Hotel Ukraina
3 - Edifício da Praça Kudrinskaya
4 - Ministério das Relações Exteriores 5 - Palácio dos Sovietes (nunca construído) 6 - Edifício Administrativo Zaryadye (nunca construído)
7 - Hotel Leningrado 8 - Edifício Administrativo Red Gates
9 - Edifício do Terrapleno Kotelnicheskaya

Os edifícios estão listados sob seus nomes atuais, na mesma ordem em que apareceram no decreto de Stalin de abril de 1949. Note que diferentes fontes relatam diferentes números de níveis e alturas, dependendo da inclusão de pisos mecânicos e níveis desabitados. 
| Nome                                                       | Arquitetos                                | Construção iniciada | Data de conclusão | Altura Absoluta (m) | Andares | Usar                       |
| ---------------------------------------------------------- | ----------------------------------------- | ------------------- | ----------------- | ------------------- | ------- | -------------------------- |
| Edifício principal da Universidade Estatal de Moscovo      | Lev Rudnev                                | 1949                | 1953              | 240                 | 36      | Universidade               |
| Hotel Ucrânia                                              | Arkady Mordvinov, Vyacheslav Oltarzhevsky | 1947                | 1957              | 198                 | 34      | Hotel, Residencial         |
| Edifício principal do Ministério dos Negócios Estrangeiros | Vladimir Gelfreykh, Adolf Minkus          | 1948                | 1953              | 172                 | 27      | Governamental              |
| Hotel Leningradskaya                                       | ru                                        | 1949                | 1954              | 134                 | 26      | Hotel                      |
| Edifício Kotelnicheskaya Embankment                        | Dmitry Chechulin, ru                      | 1947                | 1952              | 176                 | 25      | Residencial, Comercial     |
| Edifício da Praça Kudrinskaya                              | ru , ru                                   | 1950                | 1954              | 176                 | 22      | residencial                |
| Edifício Administrativo Red Gates                          | Alexey Dushkin                            | 1947                | 1953              | 138                 | 24      | Residencial, Governamental |

### Universidade Estadual de Moscou

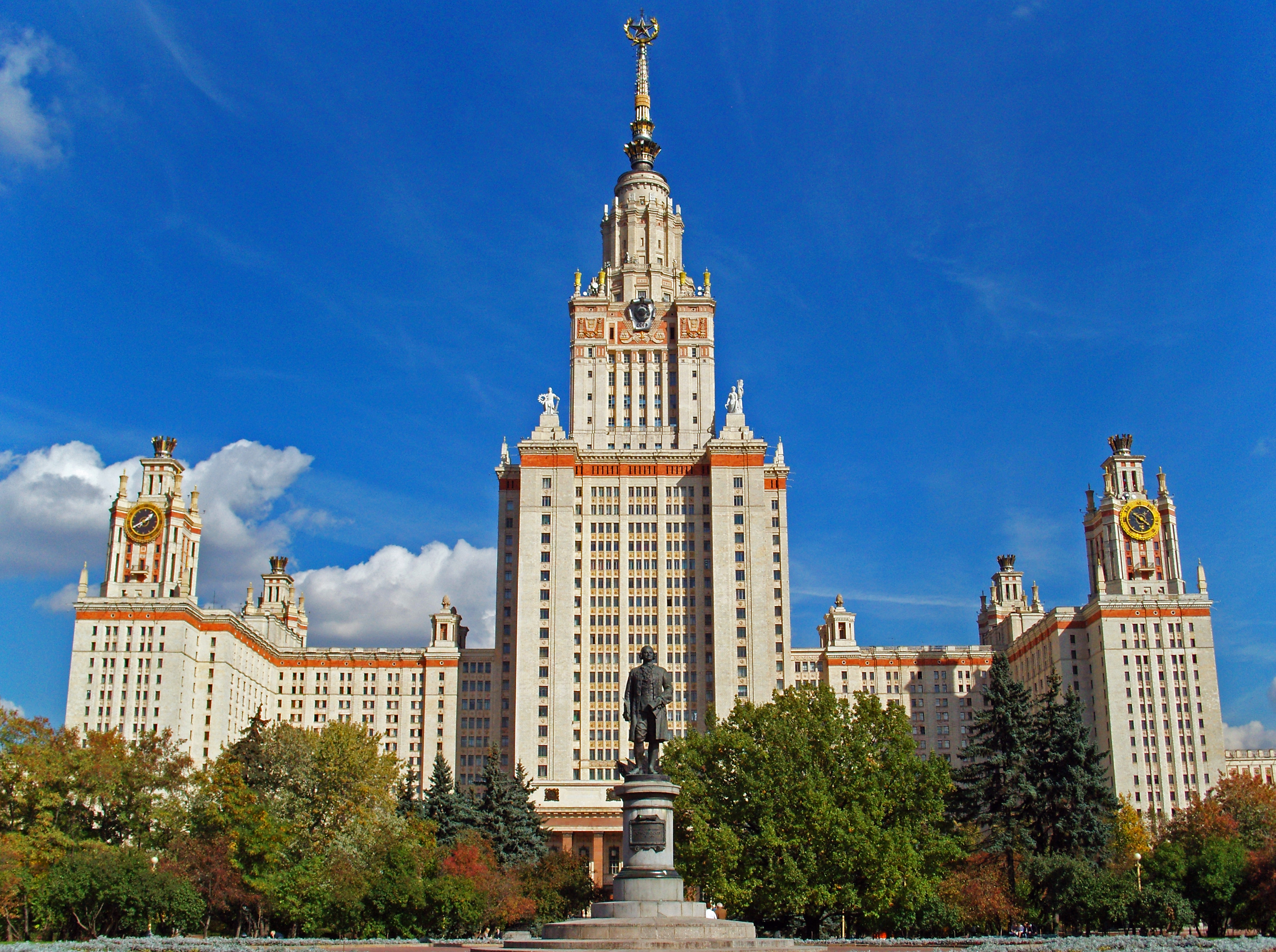
Universidade Estadual de Moscou

Boris Iofan cometeu um erro ao colocar seu arranha-céu na extremidade da Colina dos Pardais. O local era um risco potencial de deslizamento de terra. Ele cometeu um erro ainda pior ao insistir em sua decisão e foi prontamente substituído por Lev Rudnev, uma estrela em ascensão de 53 anos do establishment de Stalin. Rudnev já havia construído edifícios de alto perfil, como a Academia Militar de Frunze entre 1932-1937 e os Apartamentos Marshals em 1947 (Sadovaya-Kudrinskaya, 28), que receberam os créditos mais altos do Partido. Ele colocou o prédio a 800 metros de distância do penhasco.
O edifício foi construído em parte por vários milhares de presos no sistema Gulag. Quando a construção estava em fase de conclusão, alguns detentos foram abrigados nos níveis 24 e 25 para reduzir os custos de transporte e o número de guardas necessários.

A torre principal, que consumiu mais de 40.000 toneladas de aço, foi inaugurada em 1º de setembro de 1953. Com 240 metros de altura, foi o edifício mais alto da Europa, desde sua conclusão até 1990. Ainda é o prédio educacional mais alto do mundo.

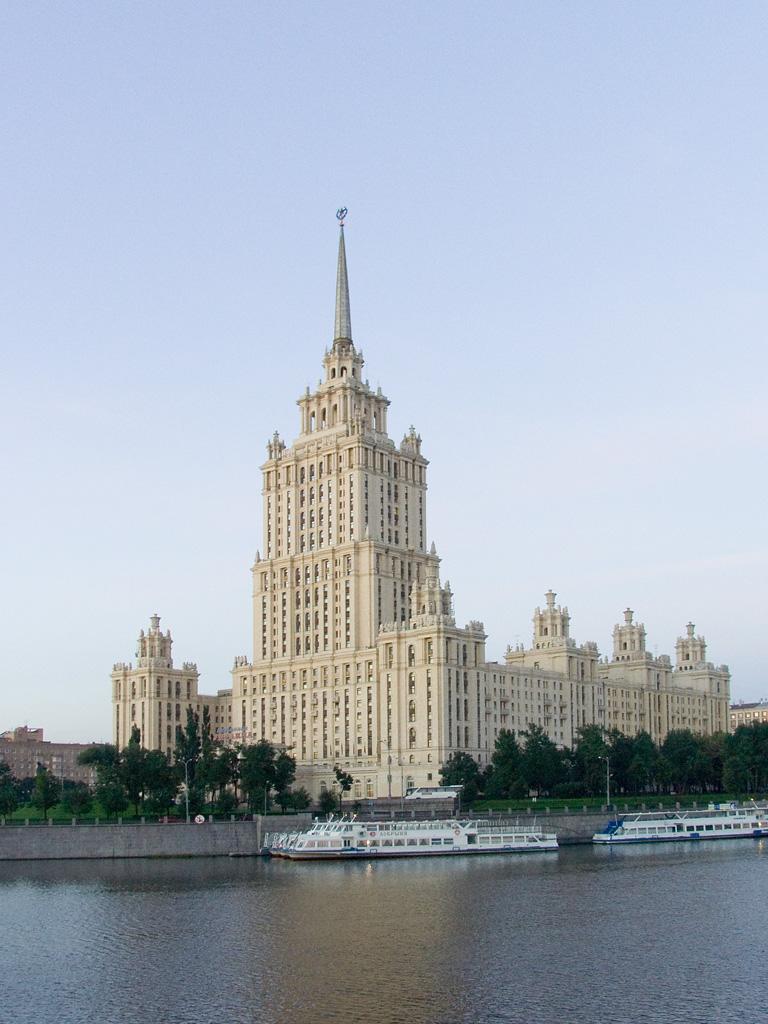
Hotel Ukraina

### HotelUkraina
O Ukraina por Arkady Mordvinov e Vyacheslav Oltarzhevsky (especialista soviético líder em construções altas em estrutura de aço) é a segunda mais alta das "irmãs" (198 metros, 34 níveis). Foi o hotel mais alto do mundo desde a época de sua construção até a inauguração do Peachtree Plaza Hotel, em Atlanta, Geórgia, em 1975.
A construção na margem baixa do rio significava que os construtores tinham que cavar bem abaixo do nível da água. Isto foi resolvido por um engenhoso sistema de retenção de água, usando um perímetro de bombas de agulhas conduzidas profundamente no solo.

O hotel reabriu as portas após uma renovação de 3 anos em 28 de abril de 2010, agora como parte do Radisson Collection Hotels Group, em Moscou, com 505 quartos e 38 apartamentos. 

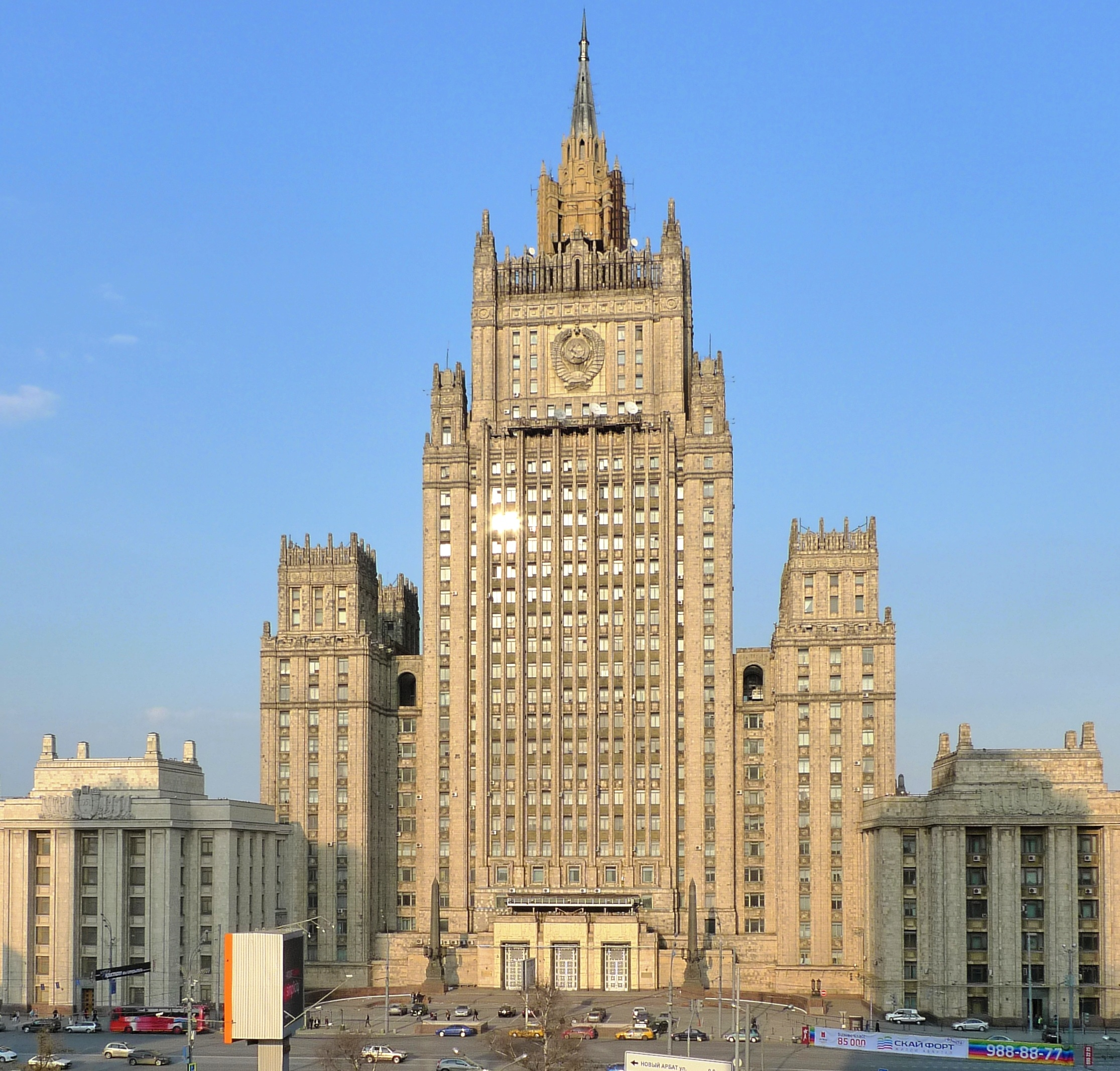
Ministério das Relações Exteriores

### Ministério das Relações Exteriores
Este edifício de 172 metros e 27 andares foi construído entre 1948 e 1953 e supervisionado pela VGGelfreih e ABMinkus. Atualmente, abriga os escritórios do Ministério das Relações Exteriores da Federação Russa. O Ministério é coberto por uma parede de pedra externa leve com pilastras e pilões projetando-se. Seu interior é esplendidamente decorado com pedras e metais. De acordo com a biografia de Minkus de 1982, os planos preliminares foram redigidos pela primeira vez em 1946 e variaram de 9 a 40 andares. Em 1947, dois projetos foram propostos: um usou recuos escalonados, enquanto o outro oferecia uma construção mais simplificada, que culminava em um topo retangular abrupto. A segunda proposta foi aceita, mas à medida que a conclusão do Ministério se aproximava, uma torre de metal, tingida para combinar com o exterior do prédio (e presumivelmente ordenada por Joseph Stalin), foi rapidamente adicionada ao teto da torre, assimilando sua silhueta com as das outras Irmãs.

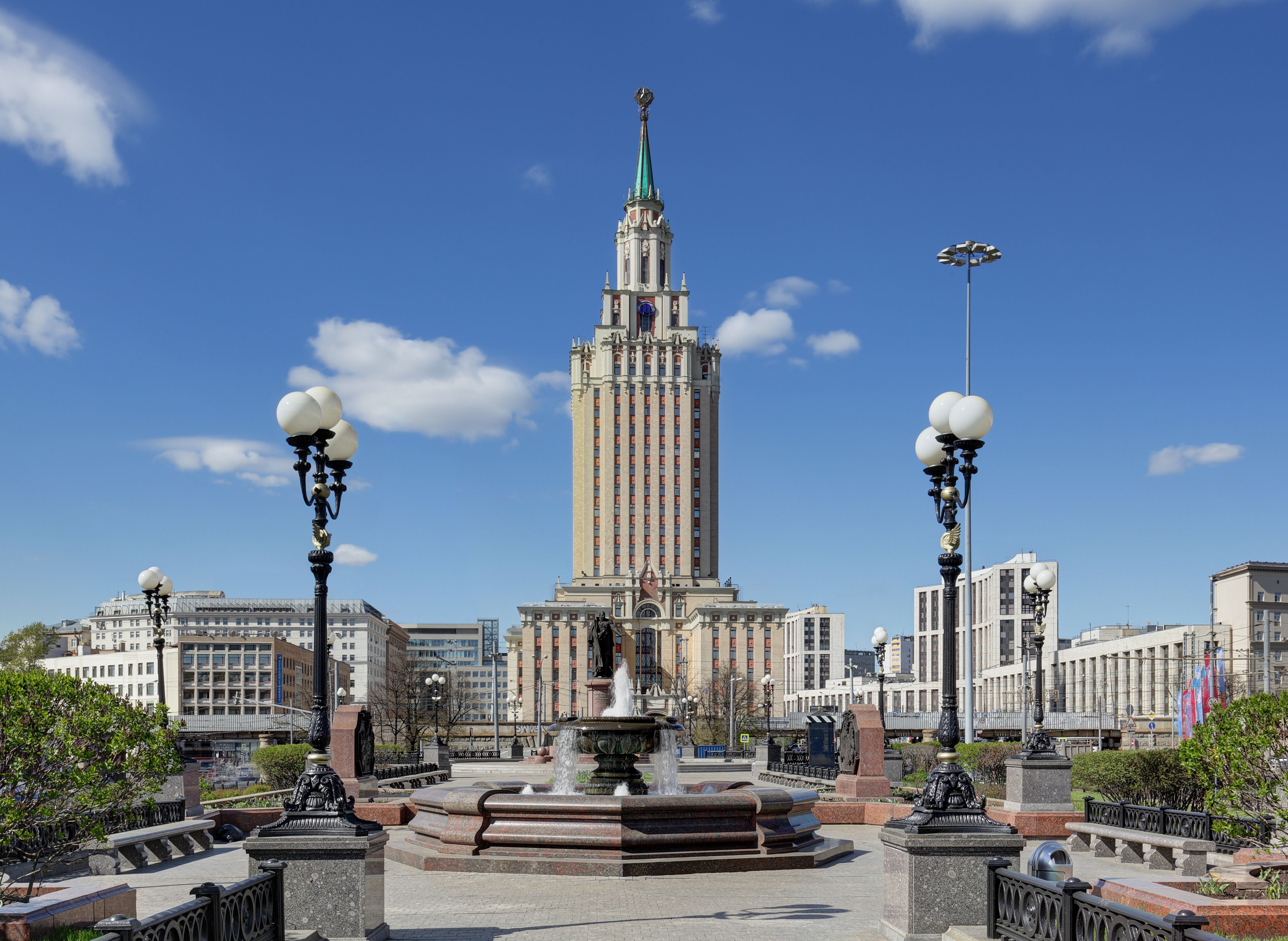
Hotel Leningradskaya

### Hotel Leningrado
Originalmente conhecido simplesmente como o Hotel Leningrado, este relativamente pequeno edifício (136 metros, 26 andares, dos quais 19 são utilizáveis) por Leonid Polyakov na Praça Komsomolskaya é decorado com ornamentos pseudo-russos mimetizando o Terminal Ferroviário de Kazansky por Alexey Shchusev. No interior, foi ineficientemente planejado. Khruschev, em seu decreto de 1955 "Sobre a liquidação de excessos ..." afirmou que pelo menos mil quartos poderiam ser construídos pelo custo dos 354 de Leningrado, que apenas 22% do espaço total era alugável, e que os custos por cama eram 50 % maior do que no Hotel Moskva. Seguindo essa crítica, Polyakov foi destituído de seu Prêmio Stalin de 1948, mas manteve o outro, para uma estação de metrô de Moscou. Após uma reforma multimilionária que terminou em 2008, o hotel reabriu como o Hilton Moscow Leningradskaya. 

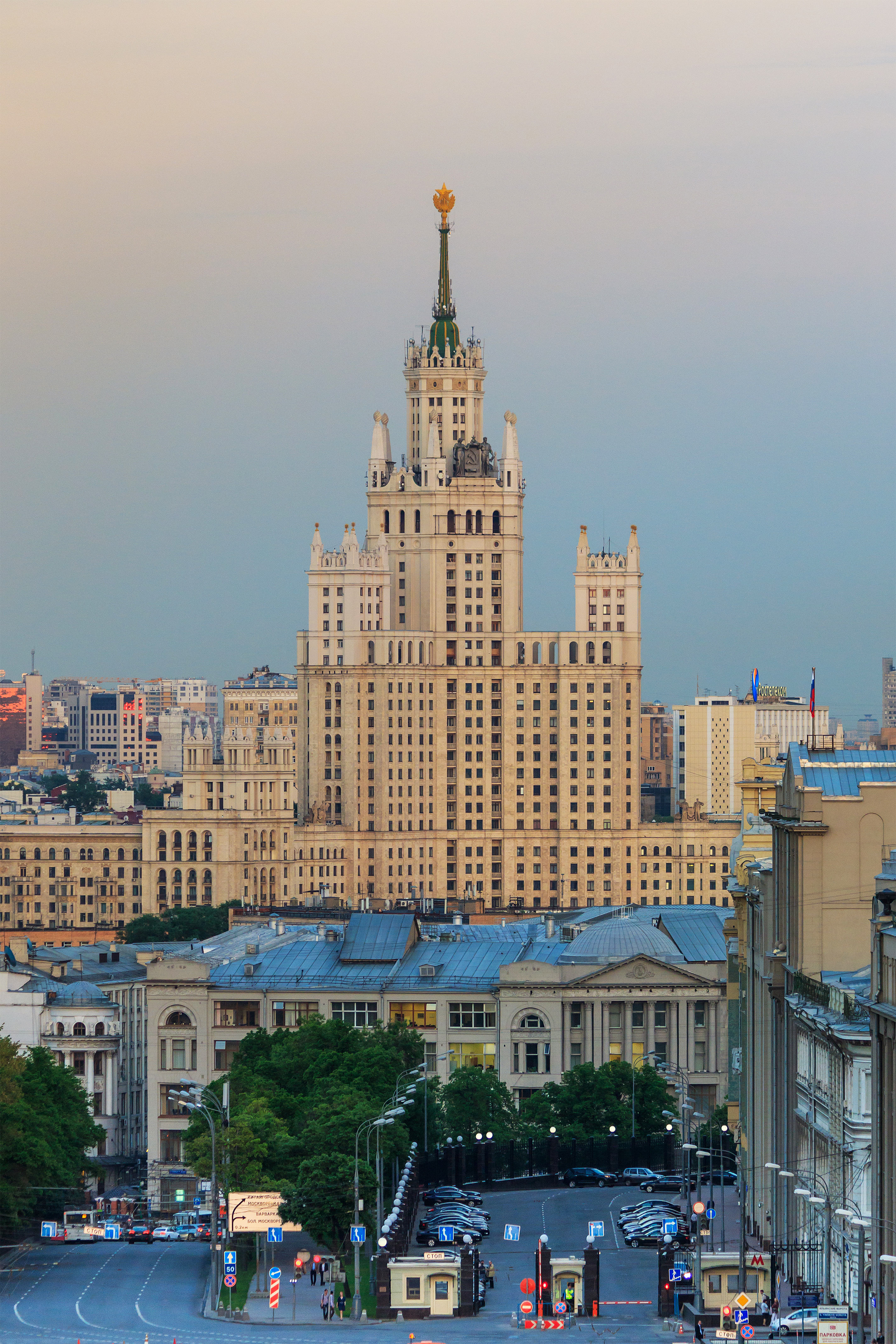
Edifício do Terrapleno Kotelnicheskaya

### Edifício do Terrapleno Kotelnicheskaya
Outra das obras de Chechulin, com 176 metros de altura, com 22 níveis utilizáveis, o Edifício do Terrapleno Kotelnicheskaya estava estrategicamente localizado na confluência do rio Moskva com o rio Yauza. O edifício incorporou um bloco de apartamentos anterior de 9 andares de frente para o rio Moskva, pelos mesmos arquitetos (concluídos em 1940). Foi concebido como um edifício de habitação de elite. No entanto, logo após a construção, as unidades foram convertidas em kommunalka (apartamentos comunais) para várias famílias. Construído em um design neo-gótico, também se inspirou no Hotel Metropol . 

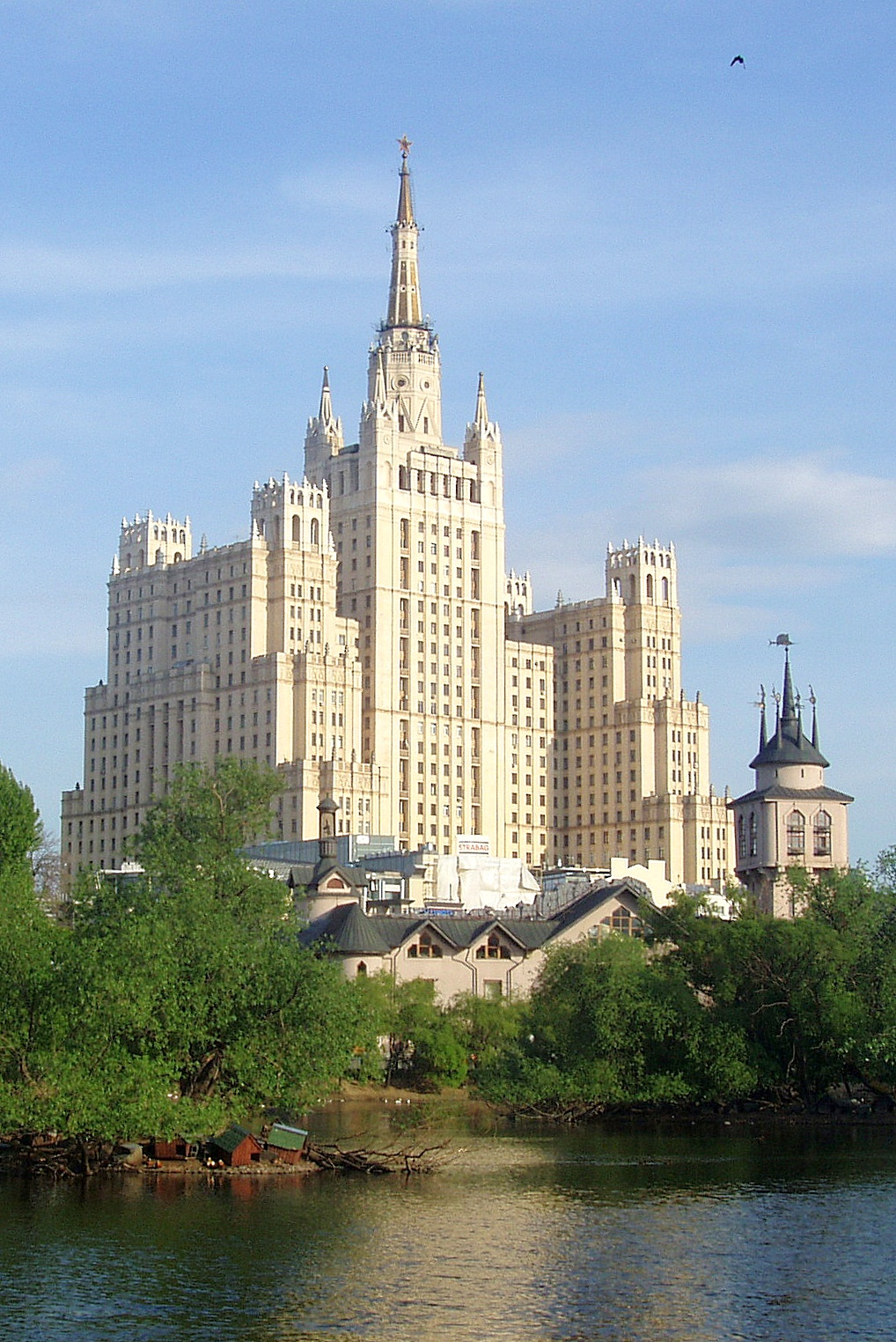
Edifício da Praça Kudrinskaya

### Edifício da Praça Kudrinskaya
Desenhado por Mikhail Posokhin (Sr.) e Ashot Mndoyants, tem 160 metros de altura, 22 andares (18 utilizáveis nas asas e 22 na parte central). O edifício está localizado no final da rua Krasnaya Presnya, em frente ao Sadovoye Koltso e foi construído principalmente com apartamentos de alto padrão para líderes culturais soviéticos, em vez de políticos. 

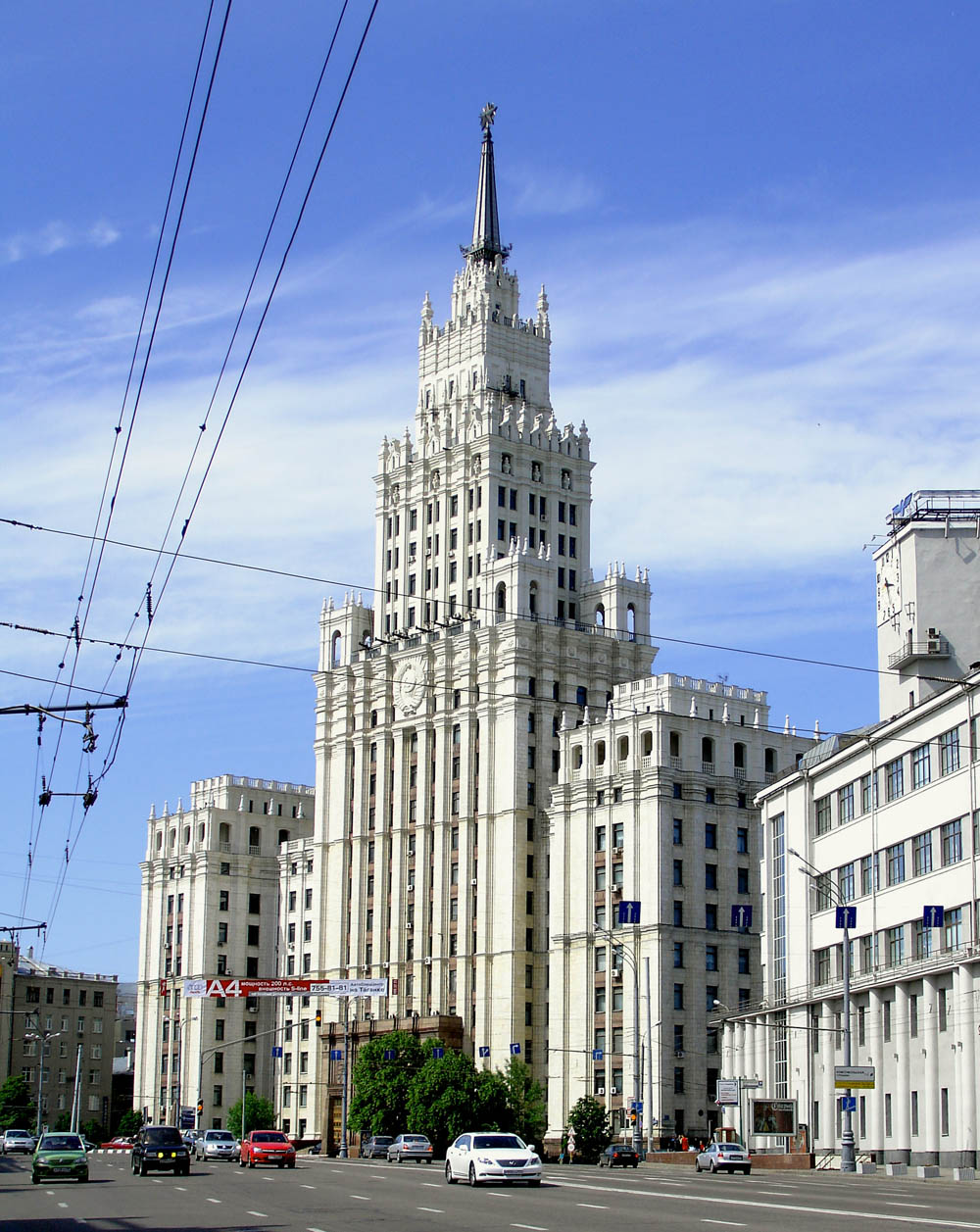
Edifício Administrativo Portões Vermelhos

### Edifício Administrativo Portões Vermelhos
Projetado por Alexey Dushkin, projetor do metrô de Moscou, este bloco de uso misto de edifícios de 11 andares é coroado com uma torre fina (altura total de 133 metros, 24 andares).
Neste caso, a criotecnologia foi de fato usada para os túneis de escadas rolantes que conectam o edifício com a estação de metrô Krasniye Vorota. A estrutura do edifício foi erguida deliberadamente inclinada para um lado; quando o solo congelado descongelou, estabilizou-se - embora não o suficiente para um nível horizontal perfeito. Então os construtores aqueceram o solo bombeando água quente; isso funcionou muito bem, a estrutura ligeiramente exagerou, inclinando-se para o lado oposto, mas bem dentro da tolerância. 

### Edifício Administrativo Zaryadye (nunca construído)
Em 1934, o Comissariado para Indústrias Pesadas iniciou um concurso de design para o seu novo edifício na Praça Vermelha (no terreno da Principal Loja Universal, GUM). Um último mostruário para construtivistas, este concurso não se concretizou e a GUM ainda permanece no mesmo lugar.
Em 1947, o vizinho distrito medieval de Zaryadye foi destruído para dar lugar a uma nova torre de 32 andares e 275 metros (os números são citados como no esboço final de 1951). Às vezes é associado ao Ministério de Máquinas Pesadas, a mesma instituição que realizou um concurso em 1934. No entanto, em todos os documentos públicos da época, seu nome é simplesmente o prédio administrativo, sem qualquer afiliação específica. Da mesma forma, a associação com Lavrentiy Beria é principalmente anedótica.
A torre, projetada por Chechulin, deveria ser a segunda maior depois da Universidade. Eventualmente, os planos foram cancelados na fase de fundação; Estas fundações foram usadas mais tarde para a construção do Hotel Rossiya (também de Chechulin, 1967, demolido entre 2006 e 2007).

## Outras cidades
Enquanto muitas cidades na ex-URSS e ex-países do bloco soviético têm arranha-céus stalinistas, poucos caem no mesmo nível que o vysotki de Moscou Destes três, o Hotel Ukraina em Kiev foi concluído de forma despojada, sem a torre e o campanário originalmente planejados para ele.

### Kiev: Hotel Moscou - Hotel Ukraina
Os planos para construir um arranha-céu no local do destruído Hotel Ginzburg surgiram em 1948, mas o projeto foi finalizado por Anatoly Dobrovolsky em 1954, quando a arquitetura stalinista já estava condenada. O trabalho de construção prosseguiu lentamente, com numerosas ordens políticas para torná-lo mais simples e mais barato. Foi concluído em 1961, sem torre, campanário e ornamentos originais. 

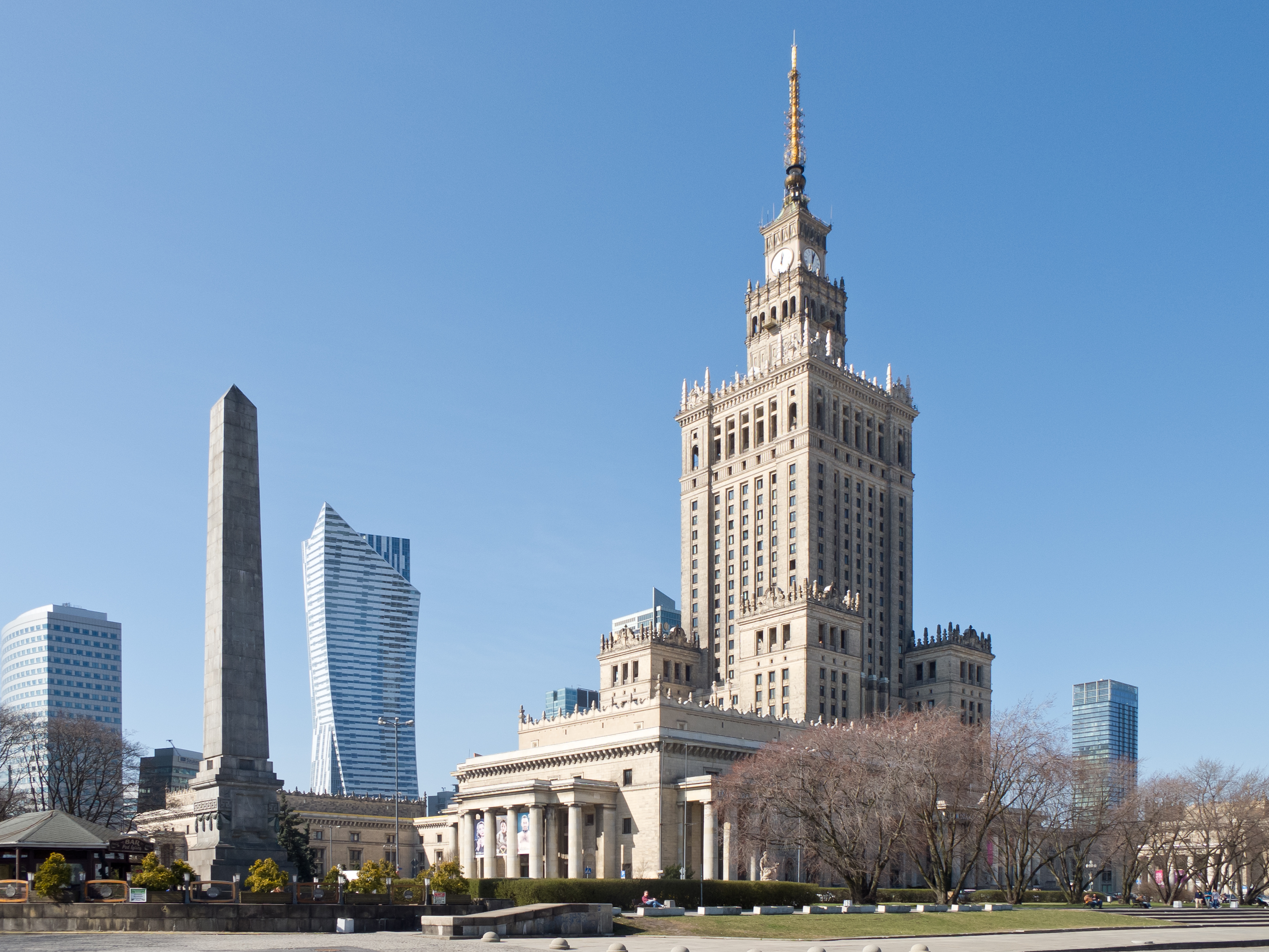
Palácio da Cultura e Ciência, Varsóvia

### Varsóvia: Palácio da Cultura e Ciência
Outro projeto de Lev Rudnev, com detalhes do revival do Renascimento Polonês, foi construído entre 1952 e 1955 em Varsóvia.
Os planos de construção foram acordados em 5 de abril de 1952 e selados durante a visita de Vyacheslav Molotov em 3 de julho do mesmo ano (após a cerimônia de abertura em 1º de maio). Os soviéticos planejaram o edifício como uma universidade, mas os poloneses insistiram em sua função administrativa atual. Uma força de trabalho de cerca de 7 mil pessoas estava quase igualmente dividida entre poloneses e trabalhadores soviéticos exportados; 16 foram supostamente mortos durante o trabalho. O prédio continua sendo o mais alto da Polônia, mas os modernos arranha-céus de vidro que o cercam agora não estão muito atrás em termos de altura.

### Bucareste: Casa Presei Libere
A construção começou em 1952 e foi concluída em 1956. O edifício foi nomeado Combinatul Poligrafic Casa Scînteii "IVStalin" e mais tarde Casa Scînteii (Scînteia era o nome do jornal oficial do Partido Comunista Romeno). Foi projetado pelo arquiteto Horia Maicu e tinha a intenção de abrigar todas as gráficas de Bucareste, as redações e sua equipe. Sua altura é de 91,6 metros, sem contar a antena de televisão, que mede 12,4 metros.     . 

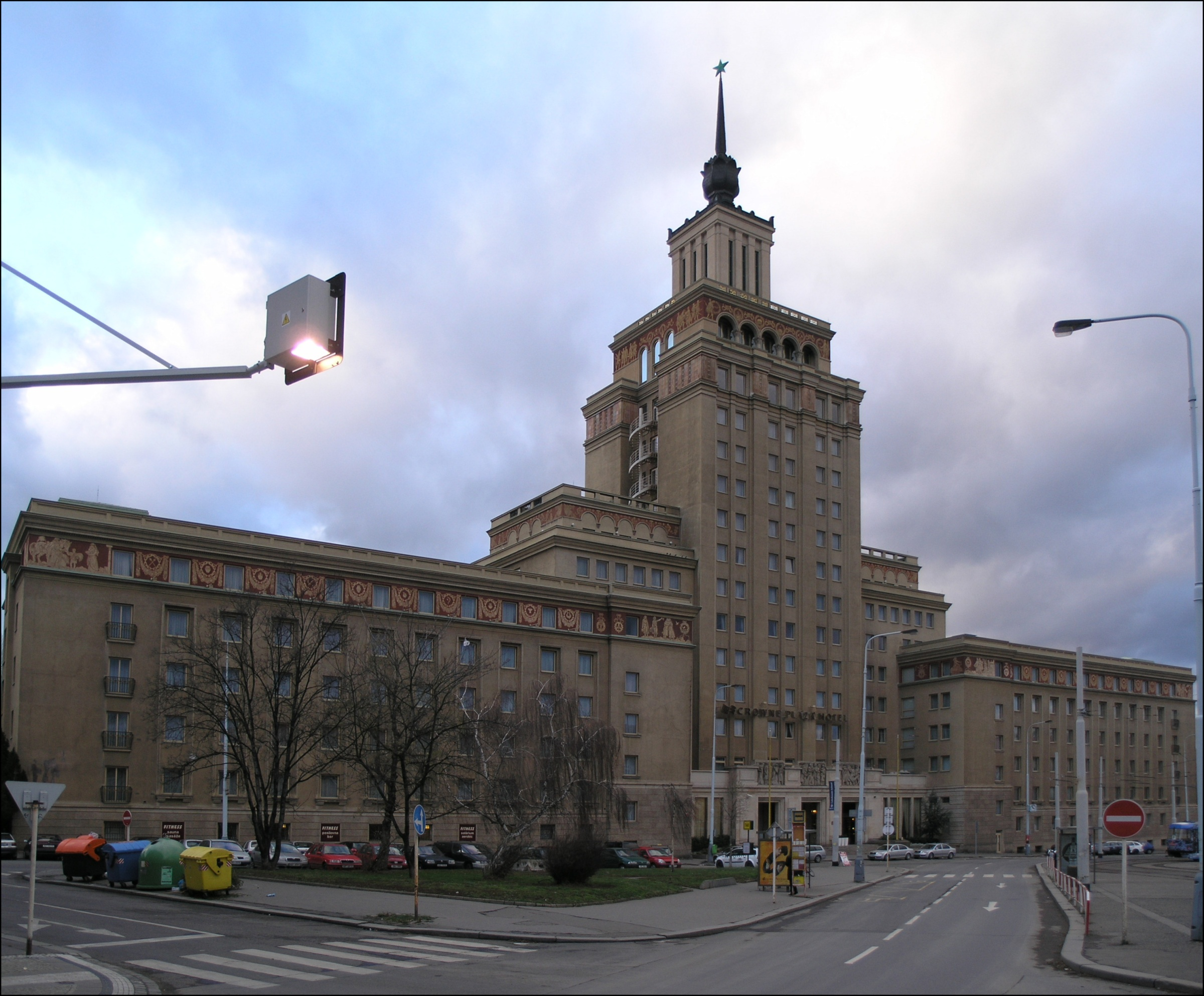
Hotel Družba, Praga

### Praga: Hotel Družba
O hotel é maior edifício da arquitetura stalinista em Praga, República Checa. O edifício foi construído entre 1952 e 1954 por ordem do ministro da Defesa, Alexej Čepička. Tem 88 m de altura (o telhado tem 67 m, mais um cálice de 10 m e uma estrela vermelha de 1,5 m) e tem dezasseis andares. Parte do edifício era um abrigo para 600 pessoas, atualmente usado como uma sala de roupas de funcionários. 

### Riga: Academia de Ciências da Letônia
Inicialmente planejada como trabalhadores da Casa dos Trabalhadores Kolkhoz (Kolhoznieku Nams), a construção foi iniciada em 1951 e concluída em 1958, embora o edifício tenha sido oficialmente inaugurado apenas em 1961. Ao terminar o prédio foi entregue à Academia de Ciências da Letônia. Tem 21 andares e uma sala de conferências com capacidade para 1000 pessoas.
A Academia de 108 metros de altura não é o prédio mais alto de Riga. Ao contrário de outros vysotki, que são baseados em uma estrutura de aço com enchimento de alvenaria, esta é uma estrutura de concreto armado, a primeira do tipo na URSS.

## Edifícios relacionados
Muitos edifícios stalinistas têm coroas no topo de suas torres, mas eles não pertencem ao projeto vysotki e seu estilo é completamente diferente. Isto é evidente no edifício Peking de Chechulin. Visto de um ponto baixo do anel de jardim ao sul, poderia ser confundido com um arranha-céu, mas se visto da praça Mayakovsky fica claro que o prédio é muito menos imponente. Há também várias torres stalinescas menores em Barnaul, São Petersburgo e outras cidades. O projeto e a construção dessas torres se generalizaram no início dos anos 50, embora muitos projetos em andamento tenham sido cancelados em 1955, quando "arranha-céus" regionais foram especificamente abordados pelo decreto de Nikita Khrushchev "Sobre a liquidação de excessos arquitetônicos ..." como despesas inaceitáveis.

### Palácio do Triunfo, Moscou, 2003

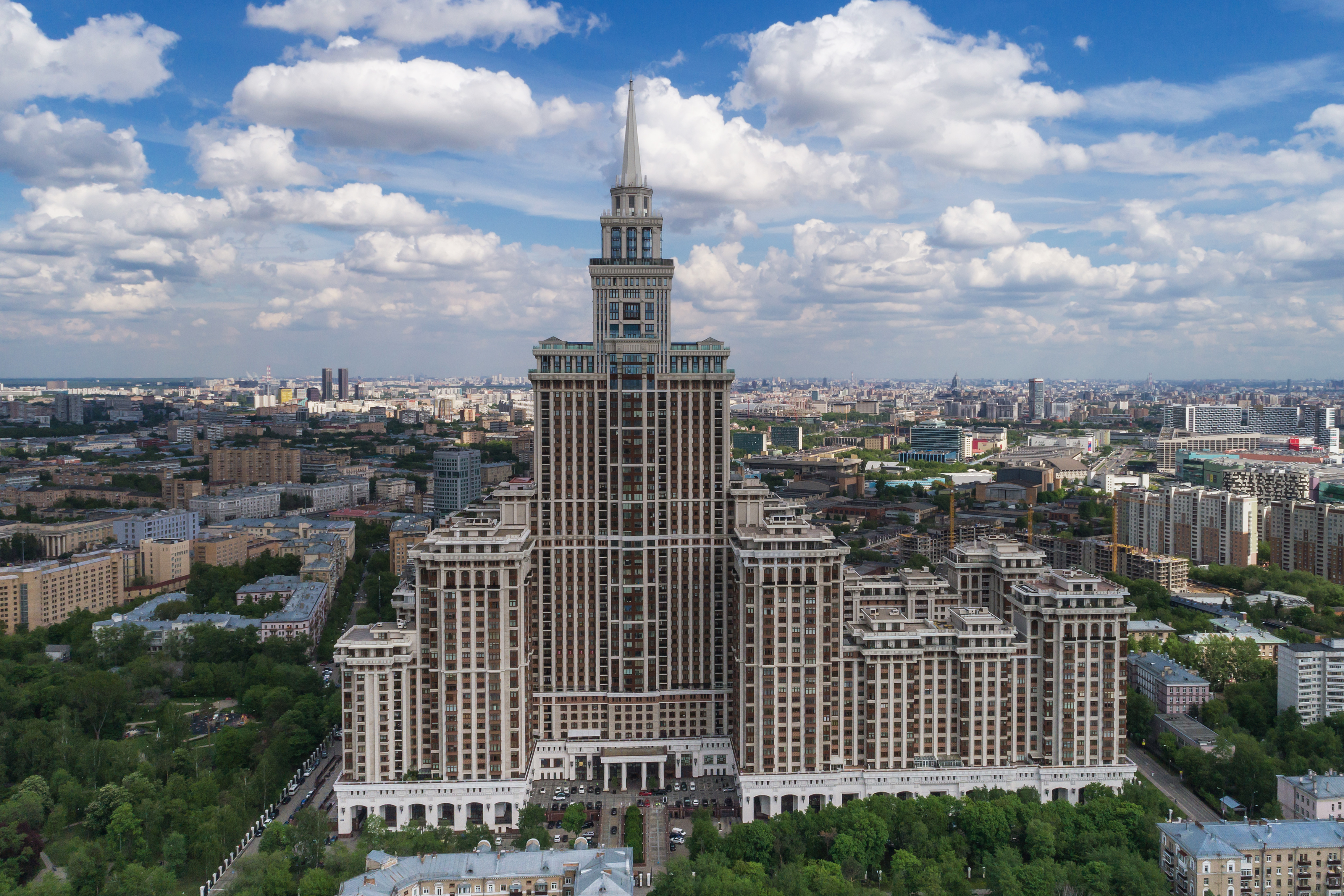
Palácio do Triunfo, Moscou, primavera de 2017

A torre do Palácio do Triunfo, no noroeste de Moscou (Chapayevsky, 3), concluída em dezembro de 2003, tenta imitar os vysotki e, na verdade, excede o prédio da Universidade em altura estrutural. É criticada por ter sido colocada dentro de uma área residencial de altura média, longe das principais avenidas e praças, onde poderia ser uma importante âncora visual. Uma inspeção minuciosa revela que esta torre branco-vermelho tem pouco em comum com o estilo stalinista, exceto pelo tamanho e pela torre em camadas. Concorre ao título de "Oitava Vysotka" com uma Torre Edelweiss anterior no oeste de Moscou. A construção começou em 2001. O prédio de 57 andares, contendo cerca de 1.000 apartamentos de luxo, foi inaugurado em 20 de dezembro de 2003, tornando-se o prédio mais alto da Europa, com 264,1 metros. O detentor do título anterior era a Commerzbank Tower, em Frankfurt  De 2010 a meados de 2012, o prédio mais alto de Moscou (e da Europa) foi a Torre de Moscou, com 306 metros, do complexo da Cidade das Capitais, até ser ultrapassada em 5 de julho de 2012 (dia oficial da inauguração) pelo arranha-céu The Shard de Londres, que por sua vez foi ultrapassado em 2013 pelos 338,8 metros da Mercury City Tower em Moscou. Desde então, esse título vem sendo disputado apenas dentro da capital: em 2015 o edifício mais alto era a OKO:Torre Sul, com 354,1 metros; perdendo o título em 2016 pela torre leste da Federation Tower, com 373,7 metros.

### Triunfo de Astana, 2006
A Torre do Triunfo de Astana é um prédio residencial de 39 andares e 142 metros na capital do Cazaquistão que foi concluído em 2006. Inspirado em arranha-céus soviéticos da década de 1950, o complexo inclui um cinema, restaurantes, um centro de desenvolvimento infantil e um shopping center. 